# Jean-Pierre Malignon
Jean-Pierre Malignon est un acteur, réalisateur, scénariste et producteur français.

## Filmographie

### Cinéma

#### Acteur
- 1983 : Vive la sociale ! de Gérard Mordillat : Le cousin Hélas
- 1986 : Mon beau-frère a tué ma sœur de Jacques Rouffio : Le douanier suisse
- 1986 : Paris minuit de Frédéric Andréi :
- 1993 : Louis, enfant roi de Roger Planchon : Le professeur de musique
- 1996 : Passage à l'acte de Francis Girod
- 1996 : Fallait pas ! de Gérard Jugnot
- 2012 : Ma bonne étoile d'Anne Fassio : Gendarme
- 2012 : Superstar de Xavier Giannoli : Malivert
- 2019 : Salauds de pauvres
- 2020 : Chacun chez soi de Michèle Laroque : Le client
- 2024 : Sur un fil de Reda Kateb : Le père de Jo

#### Producteur
- 1985 : Je vous salue Marie de Jean-Luc Godard
- 1986 : Paris minuit de Frédéric Andréi
- 1987 : Soigne ta droite d'Jean-Luc Godard

### Télévision
- 1984 : Le Loufiat de Michel Boisrond (diffusée de 1984 à 1989)
- 1986 : L'Été 36 d'Yves Robert
- 1989 : Si tu vas à Rio (film) d'Alain Bloch
- 1994 : Couchettes express de Luc Béraud
- 1994 : Les plus petits que soi de Christophe Andréi et Christiane Spiero
- 1997 : La vocation d'Adrienne de Joël Santoni, épisodes 1 à 3 : Antoine Leroy-Defresnne (PDG de "Lepage Couture"), diffusé entre 1997 et 2000)
- 1997 : Commissaire Moulin, épisode 7 saison 5, Lady in Blue de Denis Amar : Thomas, le médecin légiste
- 1997 : Ciel d'orage de Paolo Barzman
- 1997 : Clara et son juge de Joël Santoni
- 1998 : Commissaire Moulin, épisode 9 saison 5, Le Bleu de Denis Amar : le médecin légiste
- 1998 : Commissaire Moulin, épisode 8 saison 5, Présomption d'innocence de Denis Amar : Thomas, le médecin légiste
- 1999 : Commissaire Moulin, épisode 12 saison 5, Serial Killer d'Yves Rénier : le médecin légiste
- 1999 : Madame la Conseillère de Stéphane Kurc
- 2000 : Victoire, ou la douleur des femmes  de Nadine Trintignant (feuilleton TV) : le docteur Palmer
- 2004 : Commissaire Moulin, épisode 6 saison 7, Les lois de Murphy d'Yves Rénier : le juge Richard
- 2004 : Julie Lescaut, épisode 8 saison 13, L'orphelin d'Alain Wermus : M. Bruneau
- 2004 : Joe Pollox et les mauvais esprits
- 2004 : Les passeurs
- 2005 - 2006 : Élodie Bradford : Faucheux
- 2005 : 3 femmes... un soir d'été
- 2005 : Bien dégagé derrière les oreilles
- 2006 : Navarro : Manassart
- 2007 : La Dame d'Izieu : policier de Montpellier
- 2008 : La Belle Otero : Albert de Monaco
- 2009 : Seconde Chance : Bernard Peyret
- 2009 : Les corbeaux : Gardella
- 2010 - 2012 : Victoire Bonnot : Moisan
- 2011 : Accusé Mendès France de Laurent Heynemann
- 2011 : L'Amour en jeu
- 2011 : Ni vu, ni connu
- 2012 : Engrenages (saison 4)
- 2012 : Médecin-chef à la Santé d'Yves Rénier
- 2013 : Une famille formidable (saison 10)
- 2014 : Crime en Aveyron de Claude-Michel Rome
- 2015 : La Vie devant elles de Gabriel Aghion
- 2015 : Meurtres en Bourgogne de Jérôme Navarro
- 2015 : Profilage: Saison 6 Episode 7, Resiliance : Le Commandant Barret
- 2016 : Sam  (série) de Valérie Guignabodet
- 2016 : une famille formidable : Mercier
- 2018 : Sam (saison 2) de Gabriel Aghion
- 2021 : La Guerre des trônes, la véritable histoire de l'Europe
- Puissance Quatre: Le Pont de Pierre de Michel Lang

### Doublage
- 2022 : Saules aveugles, femme endormie : le directeur du restaurant.

## Théâtre
- 1982 : Moi d'Eugène Labiche, mise en scène Jean Rougerie, Théâtre Hébertot
- 1987 : Hors limite de Philippe Malignon, mise en scène Raymond Acquaviva, Théâtre Fontaine
- 1988 : Quelle famille ! de Francis Joffo, mise en scène de l'auteur, Théâtre Fontaine
- 1990 : Les Maxibules de Marcel Aymé, mise en scène Gérard Savoisien, Théâtre Edouard VII
- 1992 : Zizanie de Julien Vartet, mise en scène Raymond Acquaviva, théâtre de la Potinière
- 1994 : Notre-Dame de Paris de Victor Hugo, mise en scène Jean-Paul Lucet, Halle Tony-Garnier
- 1995 : Moi, Figaro de et mise en scène Philippe Malignon, Théâtre de l'Œuvre
- 1996 : La Seconde Surprise de l'amour de Marivaux, mise en scène Jean-Paul Tribout, Théâtre Grévin
- 1996 : Une lune pour les déshérités d'Eugène O'Neill, mise en scène Christophe Rouxel, tournée
- 1998 : 1 table pour 6 d'Alan Ayckbourn, mise en scène Alain Sachs, Théâtre du Palais-Royal
- 1999 : Un fil à la patte de Georges Feydeau, mise en scène Alain Sachs, Théâtre de la Porte-Saint-Martin
- 2001 : Madame Sans Gêne de Victorien Sardou, mise en scène Alain Sachs, Théâtre Antoine
- 2004 : Folles de son corps de Gérard Moulevrier, mise en scène Alain Sachs, Théâtre des Bouffes-Parisiens
- 2012 : L'Invité de David Pharao, mise en scène Stéphane Hillel, tournée
- 2012 : Les Cancans de Carlo Goldoni, mise en scène Stéphane Cottin, Théâtre 13
- 2014 : Ah ! Le Grand Homme de Pierre Pradinas et Simon Pradinas, mise en scène Panchika Velez, tournée
- 2016 : Ah ! Le Grand Homme de Pierre Pradinas et Simon Pradinas, mise en scène Panchika Velez, théâtre de l'Atelier
- 2016 : Silence on tourne! de Patrick Haudecoeur et Gérald Sibleyras, mise en scène Patrick Haudecoeur, tournée
- 2017 : Silence on tourne! de Patrick Haudecoeur et Gérald Sibleyras, mise en scène Patrick Haudecoeur, théâtre Fontaine
- 2019 : La Guerre des Rose de Warren Adler, mise en scène Grégory Barco, tournée
- 2019 : Frou-Frou les Bains de et mise en scène Patrick Haudecoeur, théâtre Tête d'Or et tournée
- 2020 : Frou-Frou les Bains de et mise en scène Patrick Haudecoeur, théâtre Edouard VII
- 2022 : Belles de scène de Jeffrey Hatcher, mise en scène Stéphane Cottin, théâtre des Gémeaux Parisiens (de 2022 à 2023)
- 2024 : Cyrano de Bergerac d'Edmond Rostand, mise en scène Alain Sachs, Théâtre Montparnasse